# 萨利亚诺米卡
萨利亚诺米卡（義大利語：Sagliano Micca），是意大利比耶拉省的一个市镇。总面积14平方公里，人口1684人，人口密度120.3人/平方公里（2009年）。ISTAT代码为096056。

## 友好城市
- 義大利米内尔维诺穆尔杰 2009年